# Franciszek Bielak

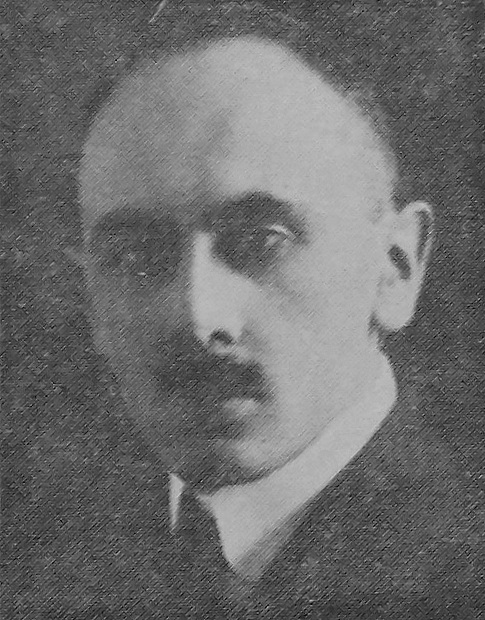
Franciszek Bielak (vor 1926)

Franciszek Piotr Bielak (* 7. Oktober 1892 in Krakau; † 17. Januar 1973 ebenda) war ein polnischer Literaturhistoriker und Hochschullehrer.

## Leben
Bielak besuchte das Gymnasium zunächst in Sanok und anschließend in Krakau. Anschließend studierte er von 1910 bis 1914 Polonistik und Klassische Philologie an der Jagiellonen-Universität. Im November 1916 absolvierte er das Referendariat und durfte danach Polnisch und Latein an Mittelschulen unterrichten. Zunächst arbeitete er in einer Privatschule und von 1917 bis 1939 an staatlichen Schulen. Als Literaturhistoriker debütierte er 1918 mit der Untersuchung Mieczysław Romanowski. W pięćdziesiątą piątą rocznicę śmierci, die in der Zeitschrift Głos Narodu erschien. Mit der Arbeit Wpływ Mickiewicza na Kasprowicza i Romanowskiego (Doktorvater: Ignacy Chrzanowski) promovierte er 1919. In der Adam-Mickiewicz-Literaturgesellschaft (polnisch Towarzystwo Literackie im. Adama Mickiewicza) war er ab 1920 aktiv und war ab 1927 Vorstandsmitglied. Daneben leitete er von 1924 bis 1927 Kurse für Mittelschullehrer und lehrte von 1929 bis 1930 am Studium Pegagogiczne von Henryk Rowid. Zudem publizierte er seine literaturgeschichtlichen Untersuchungen zwischen 1922 und 1934 in Zeitschriften, wie Głos Narodu, Ruch Pedagogiczny, Przegląd Współczesny und Polonista, und wurde 1926 in den Verband der Polnischen Journalisten aufgenommen. Am Fachbereich für Lehrerbildung (polnisch Studium Pedagogiczne) der Jagiellonen-Universität dozierte er ab 1927 Didaktik der polnischen Literatur. Mit der Kommission für polnische Literaturgeschichte an der Polska Akademia Umiejętności arbeitete er ab 1928 zusammen.
Während der deutschen Besetzung Polens wurde er im November 1939 festgenommen und im Gefängnis Montelupich in Krakau inhaftiert. Von dort wurde er im Dezember 1939 ins Arbeitslager in Nowy Wiśnicz deportiert. Nach seiner Freilassung im Juni 1940 lehrte er im Untergrund.
Nach dem Zweiten Weltkrieg lehrte er von 1945 bis 1950 an der Pädagogischen Hochschule sowie am Fachbereich für Lehrerbildung der Jagiellonen-Universität. Am Lehrstuhl für Polnische Literaturgeschichte lehrte er ab 1954, übernahm 1957 einige Seminare des verstorbenen Juliusz Kleiner und erhielt 1959 den Titel eines Dozenten. 1960 war er an der Wiederauflage der Zeitschrift Ruch Literacki beteiligt. Nach seiner Emeritierung 1963 redigierte er von 1964 bis 1969 die Jahrbücher Roczniki Historycznoliterackie PAN.

## Werke
- Czasy reakcji po powstaniu / w świetle źródeł przedstawił, Kraków : Krakowska Spółka Wydawnicza, 1924
- Działalność naukowa Szymona Starowolskiego, In: Studia i Meriały z Dziejów Nauki, 1957, Band 5
- Z odległości lat. Wspomnienia i sylwetki, 1979

## Auszeichnungen
- 1936: Goldenes Verdienstkreuz